# Caffè Mokambo
La Caffè Mokambo è un'azienda italiana produttrice di caffè tostato, fondata nel 1972 in Abruzzo, precisamente a Chieti dai fratelli Camillo e Vincenzo di Nisio con sede nella stessa Chieti.

## Storia
Fondata nel 1972 dai fratelli Di Nisio, come piccola azienda di torrefazione, nel 1990 si è trasferita in uno nuovo e ampio stabilimento, modernizzando gli impianti e crescendo anche a livello innovativo.

## Sponsorizzazioni
È stato sponsor nel ciclismo nella squadra ciclistica maschile di ciclismo su strada Acqua & Sapone, nel Chieti Basket, e nell'edizione di Sanremo 2024. Dal 2014 ha dato il nome alla UM Tools Caffè Mokambo.